# Kazimierz

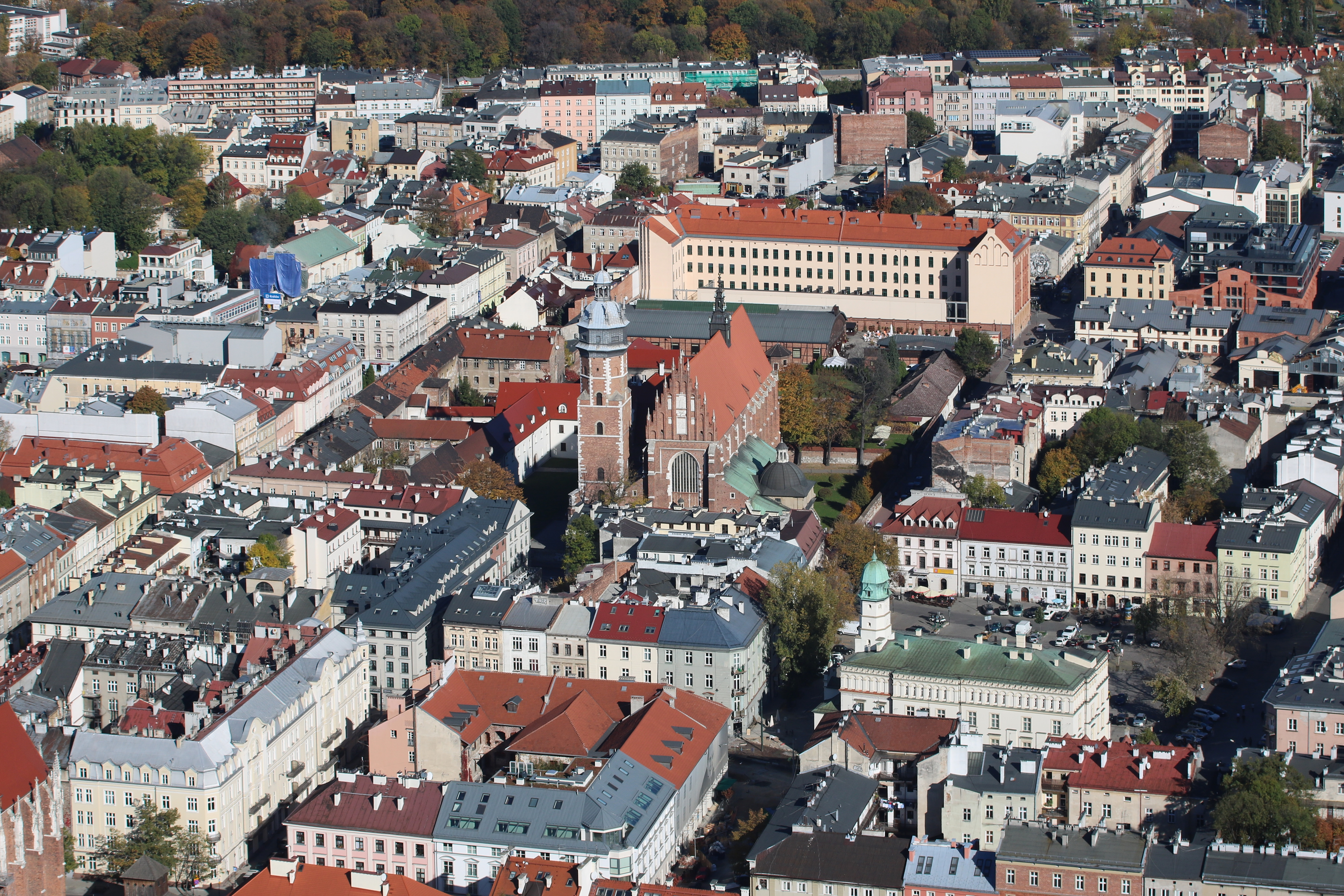
Überblick

Kazimierz [kaˈʑimʲɛʃ] (deutsch Kasimir) ist ein Stadtteil von Krakau in Polen. Er liegt südöstlich der Altstadt und wie diese am linken Ufer der Weichsel.
Kazimierz war von 1335 bis 1800 eine eigenständige Stadt. Dazu gehörte auch das jüdische Viertel im Osten mit zahlreichen Synagogen.
Heute ist es überwiegend saniert und zu einem Anziehungspunkt für in- und ausländische Besucher geworden.

## Geschichte

### Stadt Kazimierz

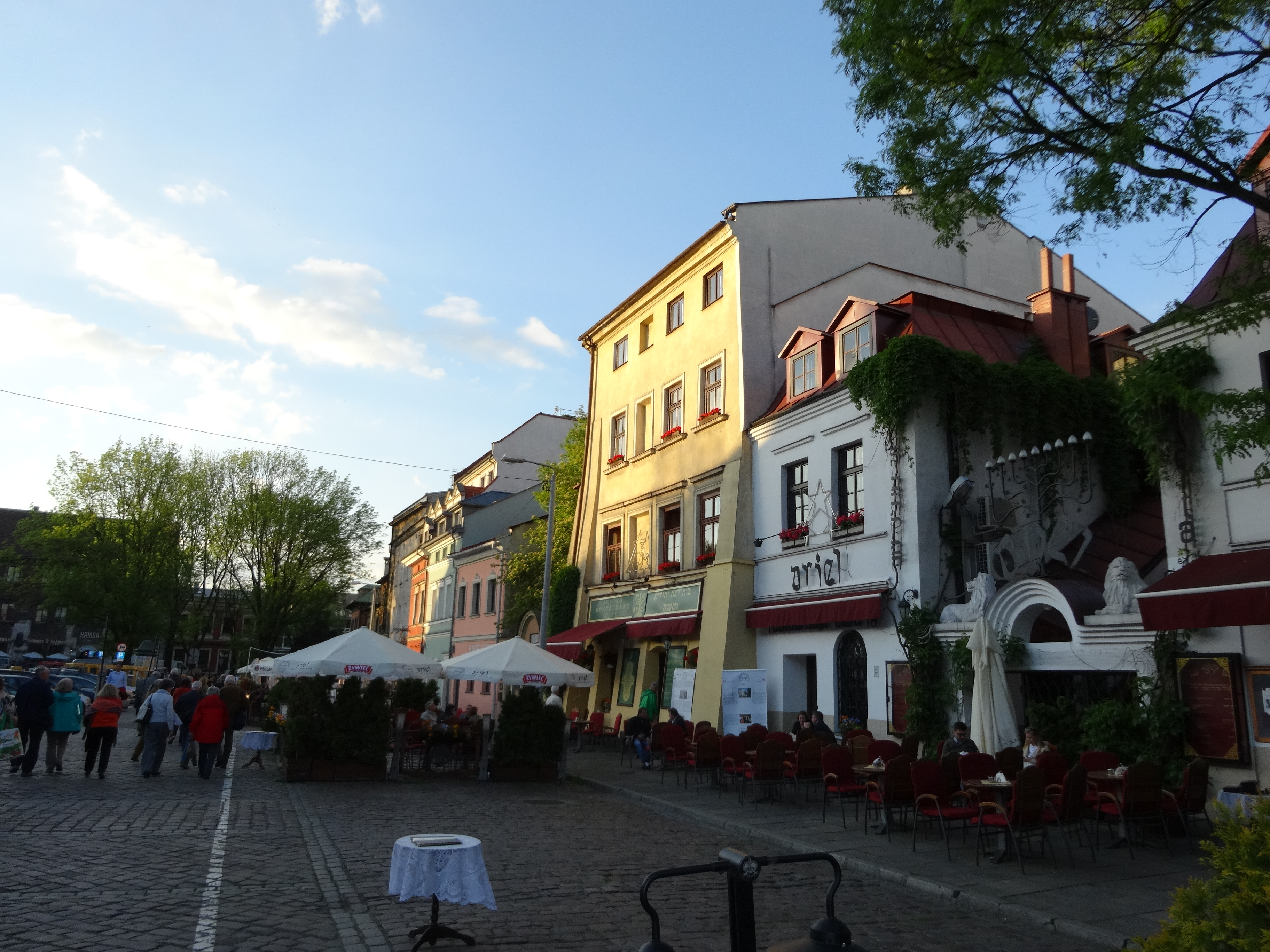
Marktplatz mit jüdischem Restaurant in Kazimierz

Die Siedlung Kazimierz entstand aus einigen Dörfern in der Nähe von Krakau und wurde nach König Kasimir dem Großen benannt. 1335 erhielt die Siedlung das Stadtrecht nach Magdeburger Recht.
Die Stadt erhielt Wehranlagen und drei Kirchen, die gotische Katharinenkirche, die ebenfalls gotische Fronleichnamskirche sowie die barocke Klosterkirche Skałka, die an Stelle eines alten slawischen Heiligtums gebaut und Station der Pilgerzüge vor der Königskrönung wurde. Unter Kasimir Jagiello wurde die Fronleichnamskirche den Augustiner-Chorherren vom Lateran, sogenannten Regularkanonikern, übergeben, in deren Besitz sie sich noch immer befindet. Am 24. Januar 2005 hat Papst Johannes Paul II. die Fronleichnamskirche in den Rang einer Basilica minor erhoben.

### Jüdische Siedlung

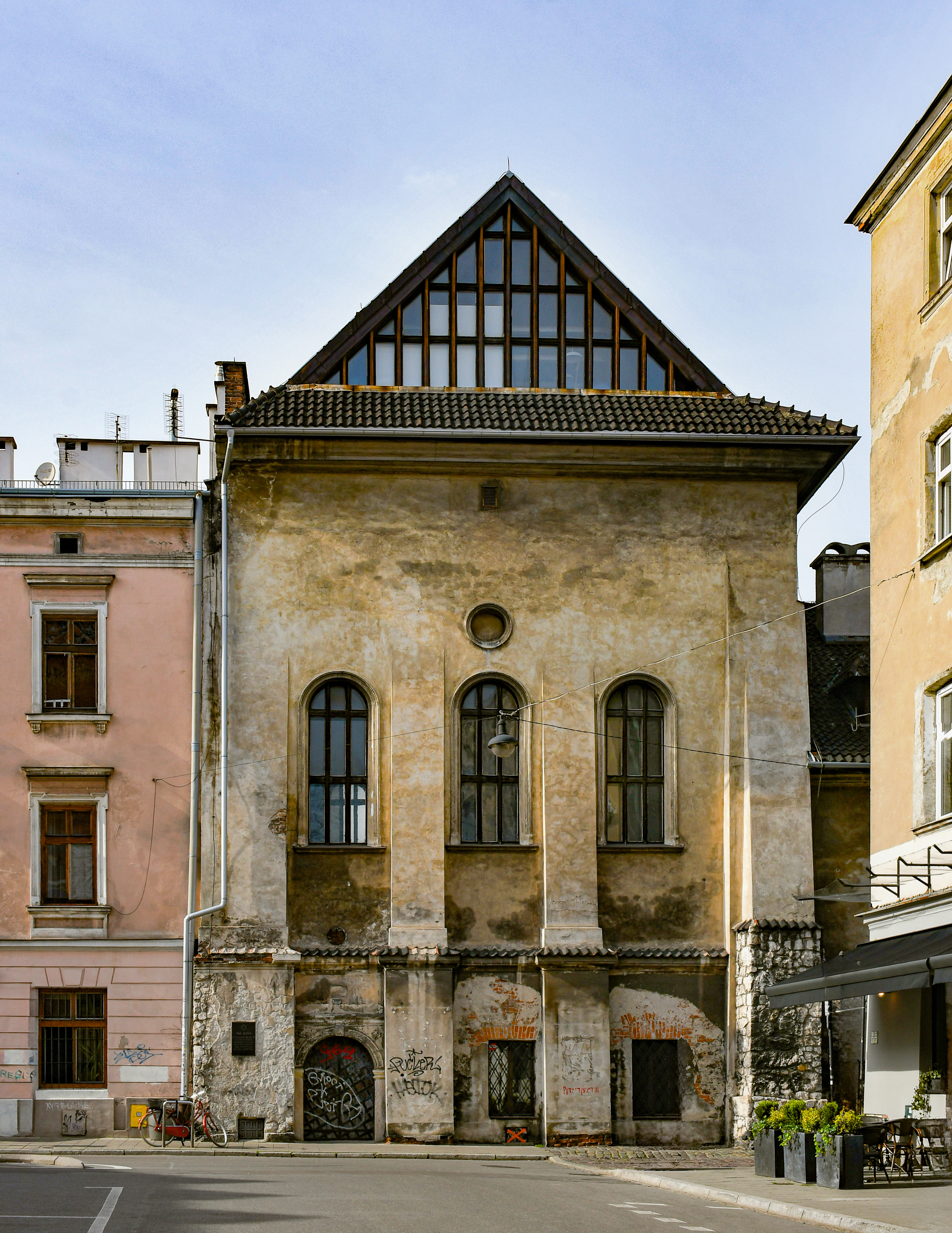
Hohe Synagoge

1494 ließ König Jan Olbracht nach Pogromen in Krakau die dortigen Juden nach Kazimierz umsiedeln. Es entstand eine eigene jüdische Siedlung (oppidum Judaeorum) im Osten der Stadt. Diese wurde von einer Mauer umgeben und bildete bis ins 18. Jahrhundert die kleinere Teilstadt von Kazimierz neben dem größeren christlichen Stadtteil im Westen, deren Einwohner wenig Berührung hatten.
Kazimierz wurde zum kulturellen und religiösen Zentrum der Juden in Polen. 1497 entstand die erste Synagoge, 1521 die erste hebräische Druckerei Polens. Gelehrte wie Jakob Pollak und Moses Isserles kamen nach Kazimierz, und in der dortigen Talmud-Schule, die ihre Schüler europaweit anzog, wurden Rabbiner für ganz Polen ausgebildet. 1553 wurde die Remuh-Synagoge gebaut. Die größte Bedeutung der bis heute bestehenden sieben Gotteshäuser hatten die Alte Synagoge und die 1638 bis 1641 errichtete Isaak-Synagoge. Der Zuzug von Juden aus dem westlichen Europa, vor allem Böhmen, Deutschland, Spanien und Italien, wurde so stark, dass die jüdische Gemeinde erreichte, dass 1568 Christen die Ansiedlung im jüdischen Stadtteil verboten wurde.
1795 kam Kazimierz im Zuge der Dritten Polnischen Teilung an die Habsburgermonarchie, was die Lage der jüdischen Bevölkerung verschlechterte. Sie wurde ghettoisiert, indem ihr etwa der Handel nur innerhalb ihrer Siedlung frei gestattet wurde, ihnen deutsche Nachnamen und Schulbildung vorgeschrieben wurden und nur die etwa 1,5 Prozent der damals 13.000 Gemeindemitglieder, die als Wissenschaftler oder Künstler anerkannt wurden, das Bürgerrecht erhielten.

### Stadtteil von Krakau

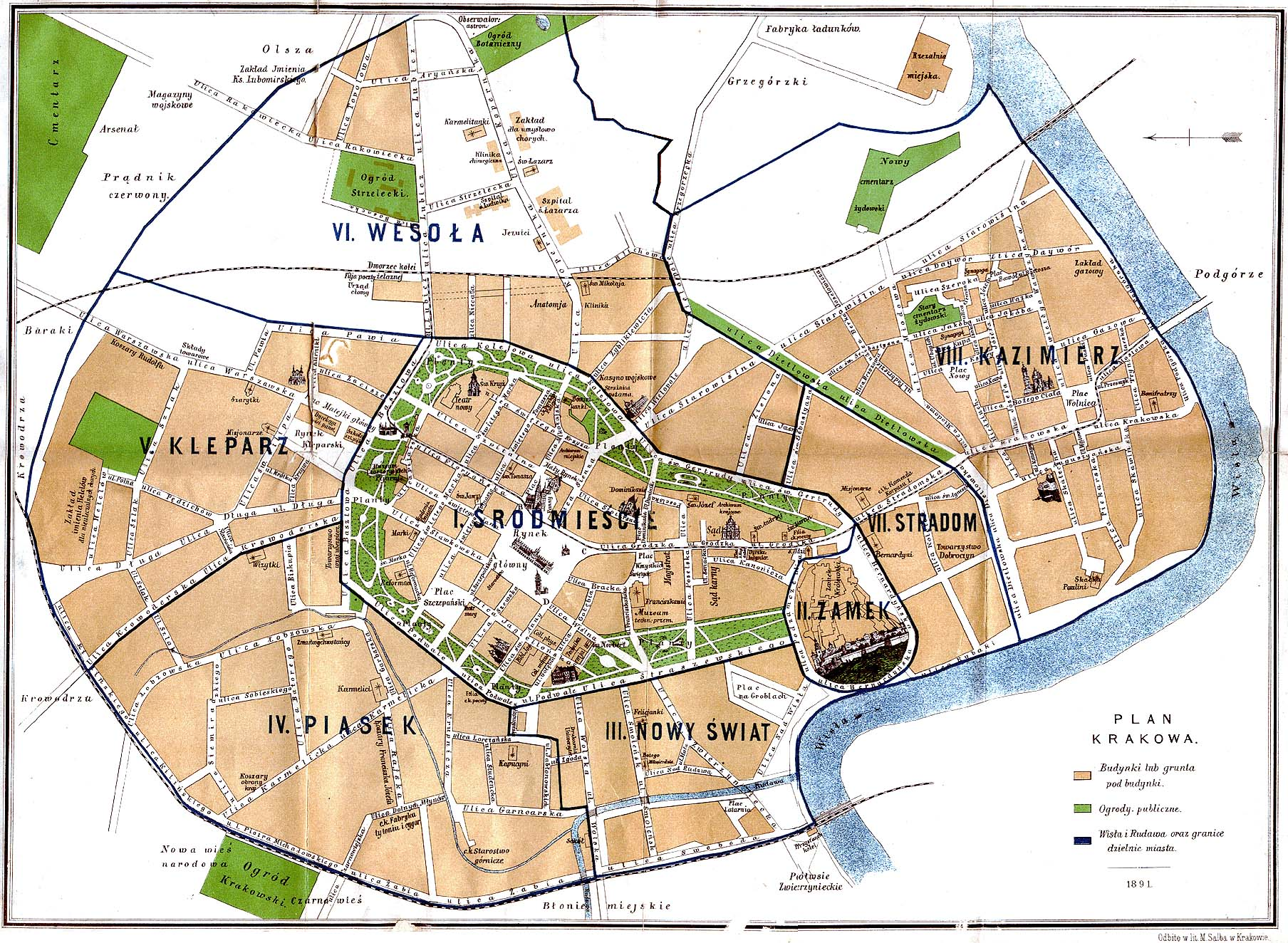
Karte von Krakau mit Kazimierz 1891 (Norden ist links)

Um 1800 wurde Kazimierz als Stadtteil nach Krakau eingemeindet. Vom Wiener Kongress 1815 bis zur Annexion durch Österreich 1846 gehörte Kazimierz zur Freien Stadt Krakau. In dieser Zeit wurden 1822 die Mauern um das Viertel abgetragen; Juden konnten sich daraufhin grundsätzlich in ganz Krakau niederlassen. Der Großteil der jüdischen Gemeinde, von denen viele in Armut lebten, blieb jedoch unter dem Einfluss der dortigen orthodoxen Rabbiner unter sich, auch, als die rechtlichen Beschränkungen im Lauf des 19. Jahrhunderts gelockert wurden und insbesondere durch die liberale Verfassung Österreich-Ungarns von 1867 alle Juden gleiche staatsbürgerliche Rechte erhielten (jüdische Emanzipation). Vorwiegend einige Intellektuelle und Kaufleute assimilierten sich, verließen das Viertel und traten teilweise zum Christentum über. Dieter Schenk bezeichnet den damaligen Ort als „Schnittstelle der Ost- und Westjuden“. Der Stadtteil Kazimierz insgesamt war während der österreichischen Herrschaft eines der Zentren der politischen Widerstands- und Befreiungsbewegungen.
Im 19. Jahrhundert wurde das von jüdischen Geschäften und Märkten geprägte Viertel teilweise umgebaut. Beispielsweise wurde der sogenannte Libuszhof abgerissen, um Platz für den Neuen Markt (Plac Nowy) zu machen, in dessen Mitte 1900 eine rondellförmige Markthalle mit koscherem Schlachthaus errichtet wurde. Nach einem Plan des Krakauer Bürgermeisters Joseph Dietl wurde 1878–80 die Alte Weichsel, die zwischen Kazimierz und Krakau verlief, zugeschüttet und durch eine Promenade ersetzt.

### NS-Regime und Deutsche Besatzung
Nach den Novemberpogromen 1938 flüchteten einige Juden aus dem Deutschen Reich unter dem NS-Regime nach Krakau und errichteten im Westteil Kazimierzs ein modernes Wohnviertel, das Klein-Berlin genannt wurde. Die jüdische Gemeinde von Kazimierz wurde nach der Besatzung Krakaus durch die Wehrmacht im Zweiten Weltkrieg zunächst ab März 1941 in das Krakauer Ghetto in Podgórze umgesiedelt; insgesamt lebten in Krakau zu der Zeit etwa 64.000 Juden, ein Viertel der Stadtbevölkerung. 
Die Mitglieder der Gemeinde wurden in der Folge fast alle ermordet; in drei Liquidationswellen wurden sie laut der Historikerin Erica T. Lehrer in die Konzentrationslager Plaszow und Auschwitz deportiert, bei Widerstand auf der Stelle umgebracht. Laut Bogdan Musiał waren nach der Umsiedlung 1941 die meisten früheren Einwohner nach Kazimierz zurückgekehrt und wurden von dort aus in drei Deportationswellen von Ende März bis Ende April 1942 in das Vernichtungslager Belzec transportiert und umgebracht, da der Stadtteil als Erholungsort für deutsche Verwaltungsangestellte des Distrikts Lublin vorgesehen war.

### Seit 1945

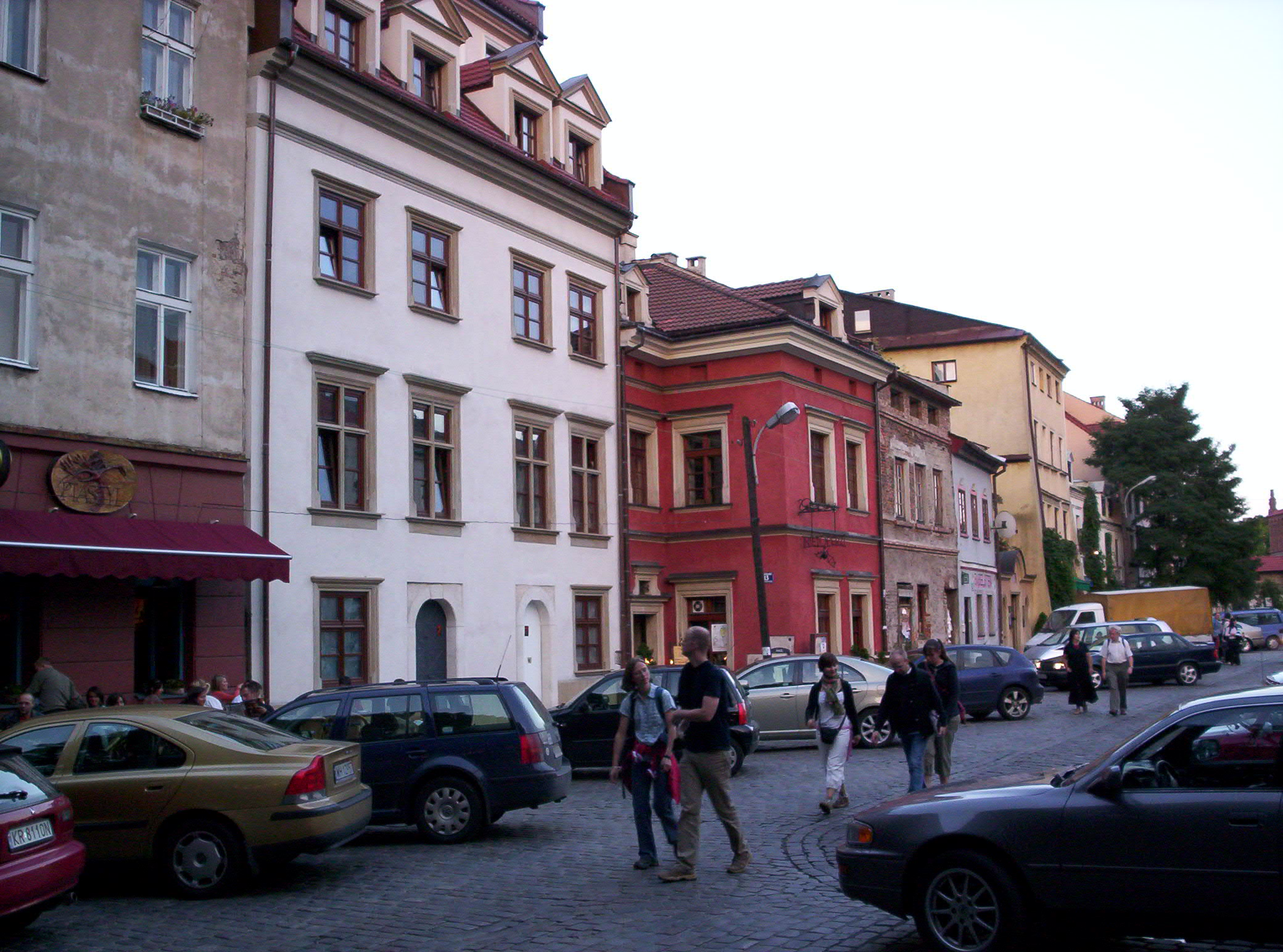
Straßenzug in Kazimierz

Nach dem Ende des Zweiten Weltkriegs kehrten im Frühjahr 1945 etwa 6500 Juden, die den Holocaust überlebt hatten, nach Krakau zurück. Es kam im August zu einem Pogrom in Kazimierz gegen sie, bei dem eine weibliche Überlebende getötet und fünf verletzt wurden; im Zusammenhang mit weiteren Pogromen wie dem von Kielce verließen die meisten Juden Polen bis 1948. In Kazimierz, das anders als viele andere jüdische Zentren Ostmitteleuropas physisch weitgehend intakt geblieben war, siedelten sich Polen vorwiegend aus armen Stadtvierteln an; die jüdische Geschichte des Ortes wurde der Regierungspolitik entsprechend verschwiegen und geriet in Vergessenheit. 

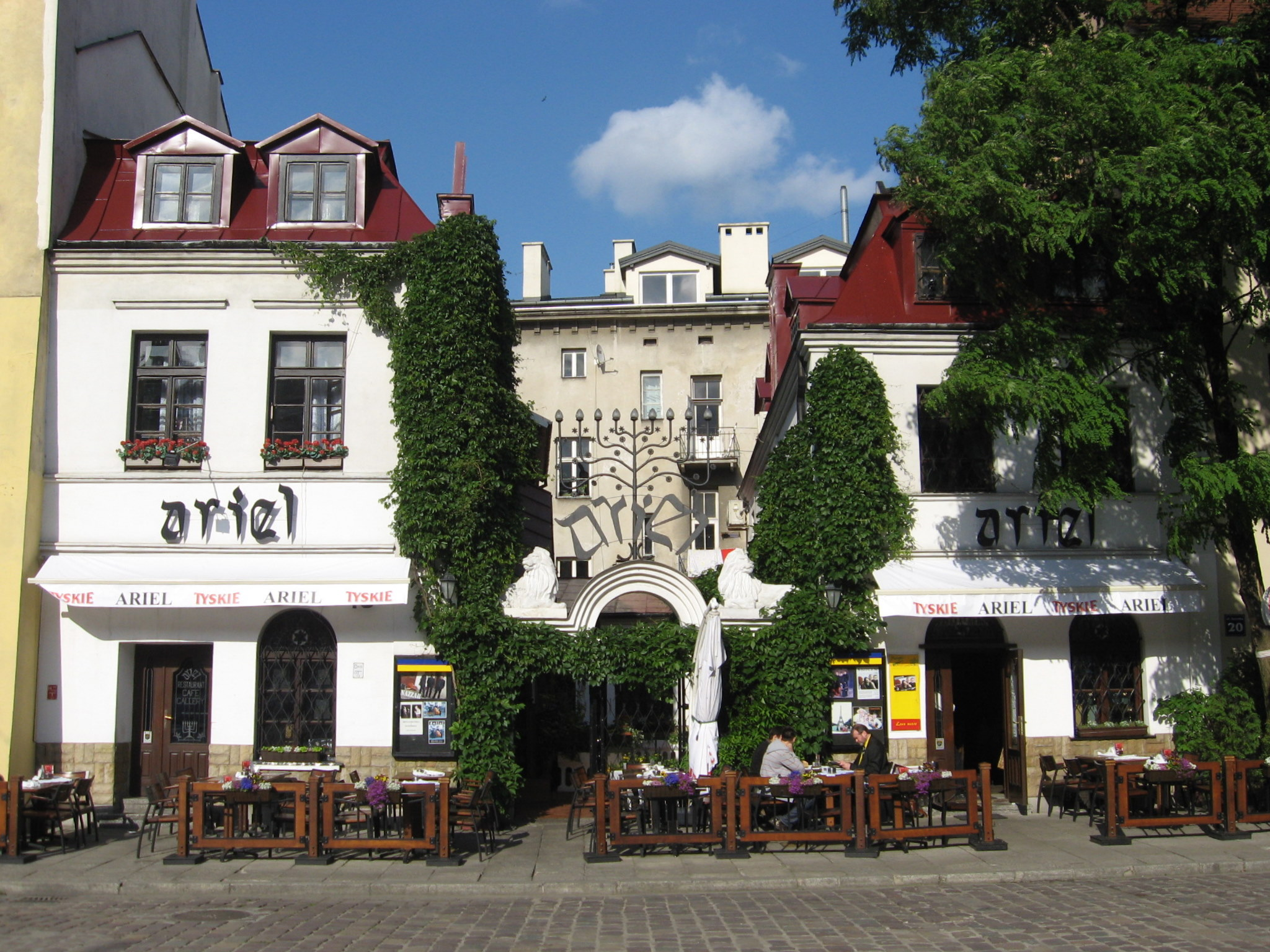
Jüdisches Restaurant „Ariel“

Der Stadtteil verfiel zu großen Teilen und galt in Krakau als Armutsquartier, auch wenn in den späten 1950er und 1960er Jahren lokale Künstler von der Verwaltung unterstützt wurden. Die weitgehend intakte, in ihren ältesten Teilen aus dem 15. Jahrhundert stammende jüdische Siedlungsstruktur von Kazimierz war ein wesentlicher Grund für die Aufnahme Krakaus in die Weltkulturerbe-Liste 1978, was im Lauf der 1980er Jahre zu einem gesteigerten Interesse an diesem Stadtteil führte. Einen Aufschwung erlebte der vernachlässigte Stadtteil ab 1993, als Steven Spielberg Teile seines Holocaust-Films Schindlers Liste in Kazimierz drehte. 
Ein trinationaler Kazimierz Action Plan, der eine stadtplanerische Revitalisierung detailliert ausarbeitete, blieb 1994 in der Planungsphase stecken, während die Erneuerung dem freien Spiel der Marktkräfte mit Protesten der Bevölkerung gegen Gentrifizierung und Herrichtung zu einem Touristenquartier überlassen wurde. Insbesondere die Sanierung früher jüdischer Bauten stockte, da ausländische jüdische Investoren wenig Interesse an Kazimierz zeigten und die einheimische Bevölkerung skeptisch blieb. Inzwischen sind viele der Gebäude saniert worden, Geschäfte und Restaurants wurden eröffnet. Kazimierz wird heute von vielen Besuchern Krakaus aufgesucht.

## Sehenswürdigkeiten

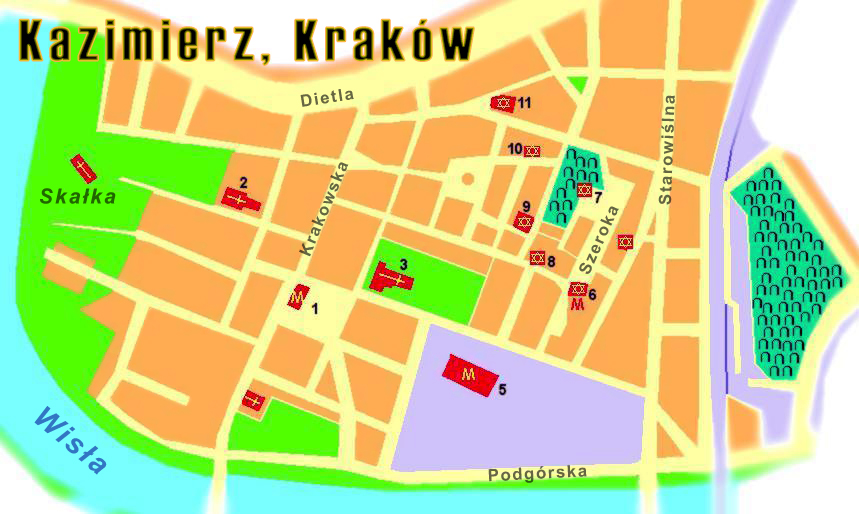
Karte von Kazimierz mit nummerierten #Sehenswürdigkeiten

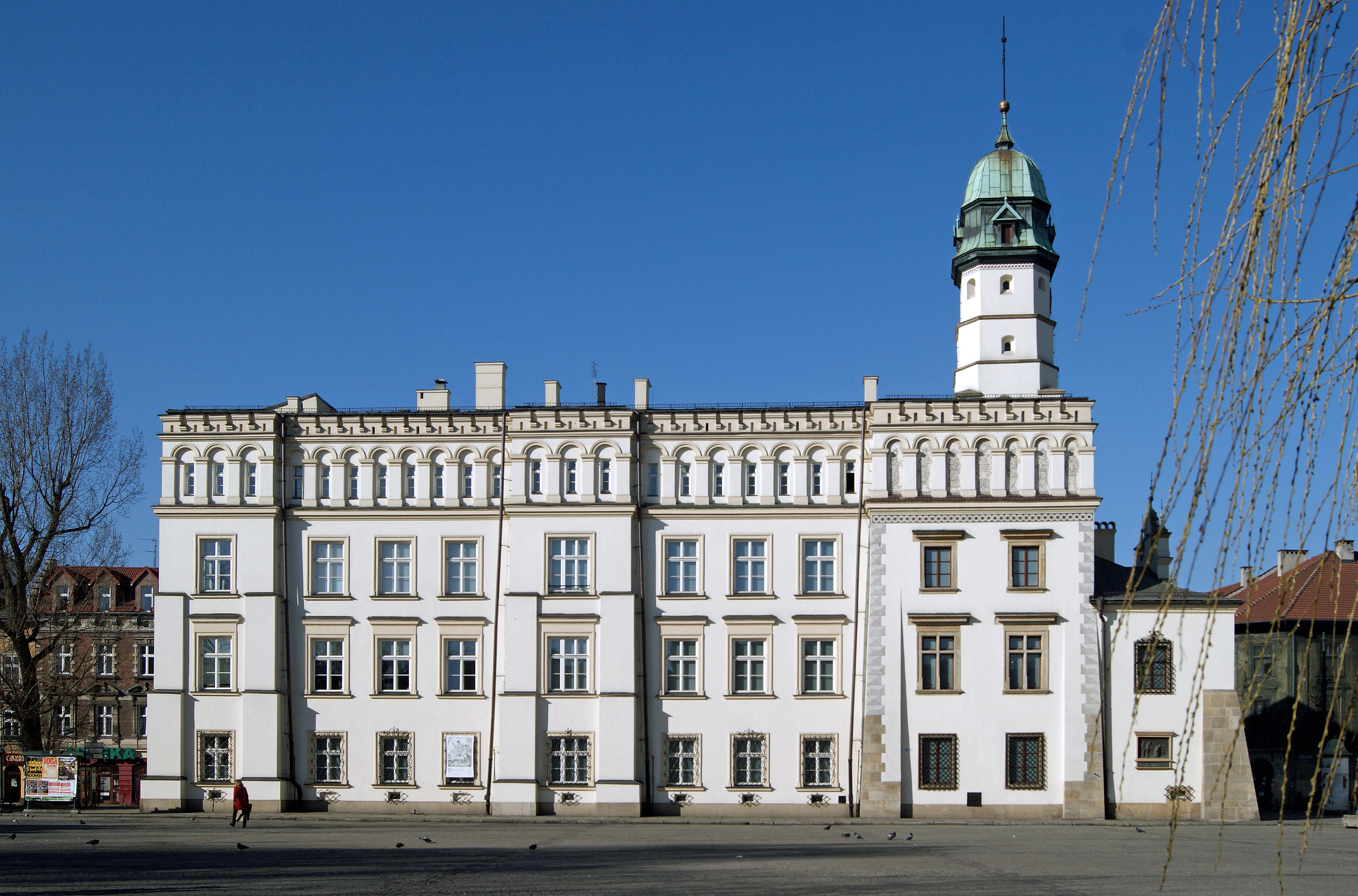
Rathaus

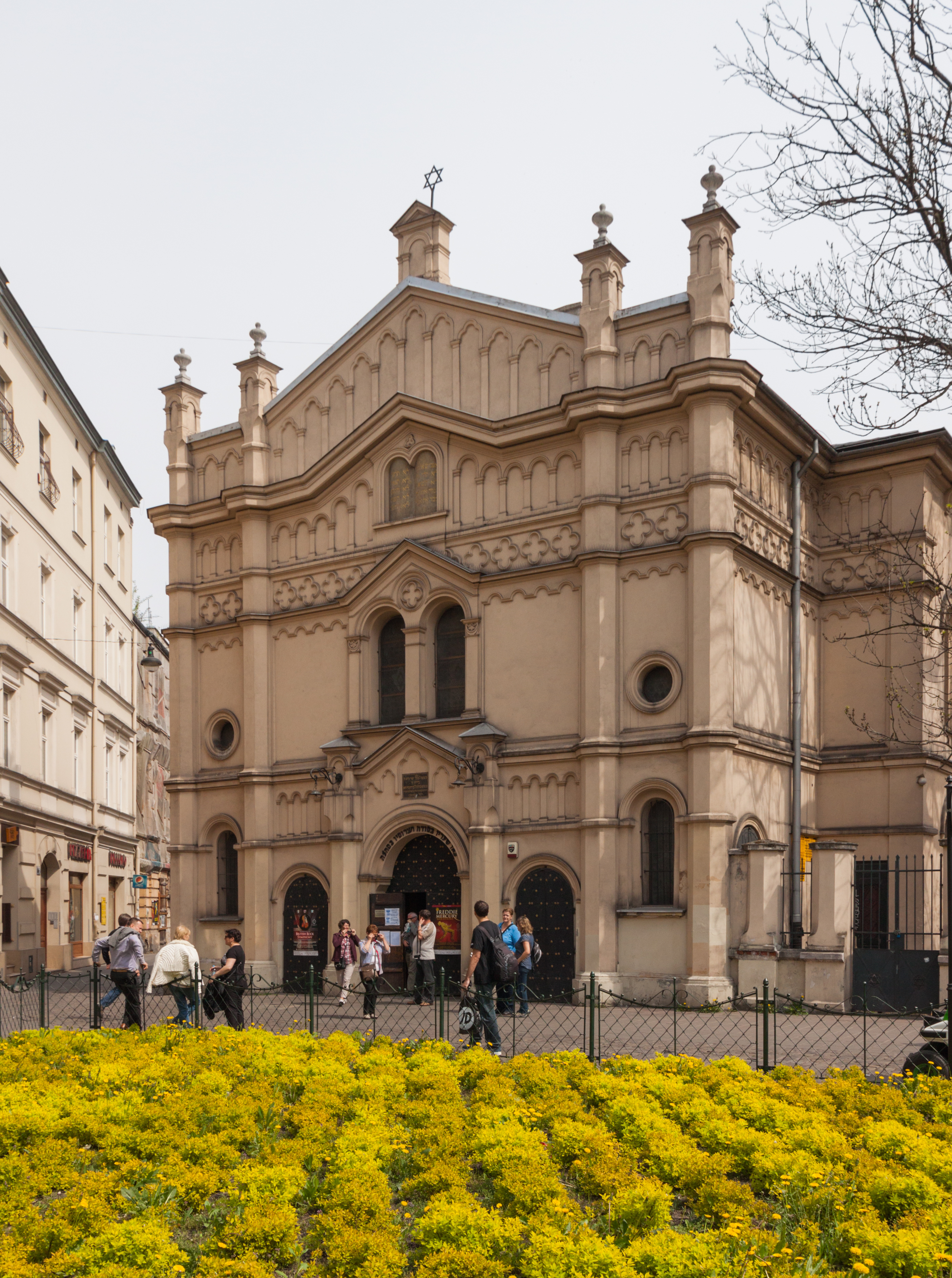
Tempel-Synagoge

Die Nummern entsprechen denjenigen auf der Karte des Stadtteils.
Christliches Viertel:
1. Das ehemalige Rathaus auf dem Markt wurde im 16. Jahrhundert erbaut und im 19. Jahrhundert umgebaut. Heute beherbergt es das Ethnographische Museum.
2. St.-Katharinenkirche
3. Fronleichnamskirche
4. Felsenkirche Skałka
5. Industriemuseum
Jüdisches Viertel:
6. Die Alte Synagoge stammt vom Ende des 15. Jahrhunderts. Nach einem Brand wurde sie 1557 im Stile der Renaissance neu aufgebaut. Zu Beginn des 17. Jahrhunderts kamen der Vorsängersaal und die Weiberschul (Frauengebetsraum) hinzu. Jetzt befindet sich hier die Jüdische Abteilung des Museums für Stadtgeschichte Krakau.
7. Remuh-Synagoge, erbaut 1553 von Israel ben Josef. Sie dient auch heute noch als Gotteshaus.
8. Hohe Synagoge, erbaut 1563 ?
9. Isaak-Synagoge, erbaut 1644
10. Kupa-Synagoge, erbaut 1643
11. Die Tempel-Synagoge ist die jüngste in Kazimierz. Das 1860 durch die Fortschrittlichen Israeliten erbaute Gotteshaus war Zentrum der jüdischen liberalen Intelligenz.
12. Der Alte Friedhof wurde 1551 angelegt und ist der älteste jüdische Friedhof in Krakau. Neben zahlreichen künstlerisch wertvollen Grabsteinen (Mazewa) liegt hier der Rabbi Moses Isserles begraben, dessen Grab von Juden aus vielen Ländern aufgesucht wird. Seit 1800 wird er nicht mehr für Begräbnisse genutzt.

Außerdem:

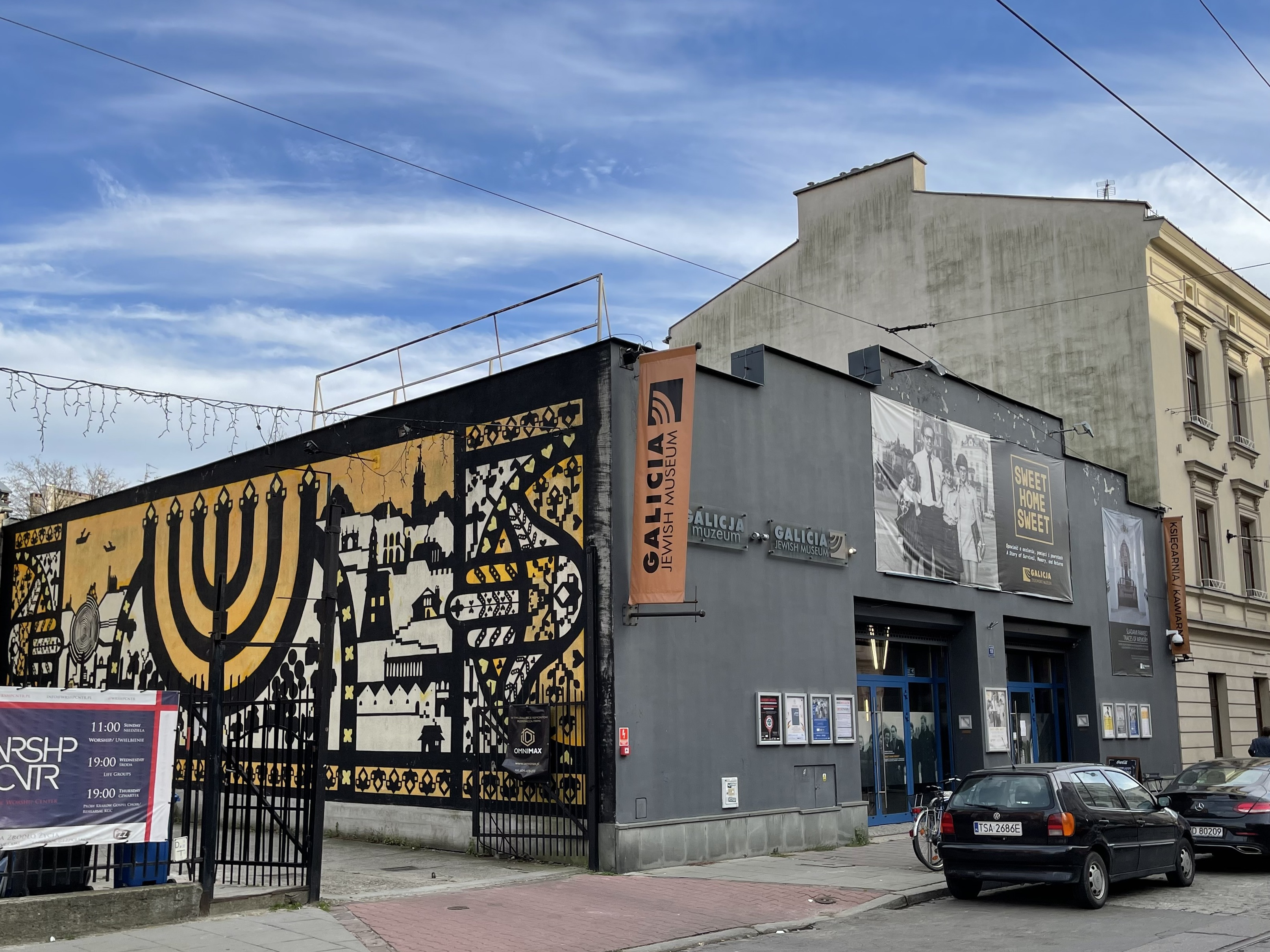
Galicia Jewish Museum

- Die Breite Straße (Ulica Szeroka) war das Zentrum des jüdischen Stadtteils. Hier befanden sich viele Bethäuser, Badehäuser (Mykwaot), Synagogen und der Friedhof.
- Die Popper-Synagoge stammt von 1620 und ist vom Kaufmann und Bankier Wolf Popper gestiftet worden. In dem Gebäude ist heute ein Kulturhaus.
- Das Jüdische Galizien-Museum wurde 2004 eröffnet.
- Das Museum, I remember zu Ehren des Malers Chaim Goldberg wurde 2016 eröffnet.

## Veranstaltungen
Das Jüdische Kulturfestival in Krakau ist der kulturelle Höhepunkt des Jahres im Stadtteil Kazimierz.